# 무위도식
하는 일 없이 빈둥대며 먹음